# Cummington
Cummington is een stad in Hampshire County in de Amerikaanse staat Massachusetts. In 1824 werd in de buurt van de stad het mineraal cummingtoniet ontdekt.